# Проект Подиум. Все звёзды
«Проект Подиум: Все Звёзды» (англ. Project Runway All Stars) — это спин-офф «Проекта Подиум», в котором возвращающиеся дизайнеры соревнуются за главные призы. Анджела Линдвалл и Кэролин Мерфи провели по одному сезону, прежде чем Алисса Милано стала главной ведущей последних пяти сезонов. Как и в проекте «Подиум», дизайнеров судят ведущий, два постоянных судьи и приглашенные судьи в течение всего сезона. Постоянными судьями были дизайнеры Джорджина Чапман и Айзек Мизрахи. Джоанна Коул наставляла дизайнеров в течение первого и второго сезонов, Занна Робертс Расси заменила ее в сезонах с третьего по пятый, а Энн Фуленуайдер наставляла шестой и седьмой сезоны.
В мае 2016 года Lifetime продлил «Проект Подиум: Все Звёзды» еще на два сезона (шесть и семь) в рамках сделки с компанией Вайнштейна. После обвинений в 2017 году против Харви Вайнштейна компания Вайнштейна подала заявление о банкротстве, Проект Подиум был подхвачен ее оригинальной телекомпанией Bravo, но никаких комментариев по поводу «Проекта Подиум: Все Звёзды» сделано не было.
| Победители Project Runway All Stars |                                 |
| Первый сезон (2012)                 |                                 |
| Мондо Гуэрра                        | англ. Mondo Guerra              |
| Второй сезон (2012—2013)            |                                 |
| Энтони Райан Олд                    | англ. Anthony Ryan Auld         |
| Третий сезон (2013—2014)            |                                 |
| Сет Аарон Хендерсон                 | англ. Seth Aaron Henderson      |
| Четвёртый сезон (2014—2015)         |                                 |
| Дмитрий Шолохов                     | англ. Dmitry Sholokhov          |
| Пятый сезон (2016)                  |                                 |
| Дом Стритер                         | англ. Dom Streater              |
| Шестой сезон (2018)                 |                                 |
| Энтони Уилльямс                     | англ. Anthony Williams          |
| Седьмой сезон (2019)                |                                 |
| Мишель Лесняк Франклин              | англ. Michelle Lesniak Franklin |

## Формат
Как и в «Проекте Подиум», в «Проекте Подиум: Все Звёзды» придерживаются того же формата с вызовами, суждениями и устранениями.

### Судящий
| Жюри             | Сезон   | Сезон   | Сезон   | Сезон   | Сезон   | Сезон   | Сезон   | Сезон |
| Жюри             | 1       | 2       | 3       | 4       | 5       | 6       | 7       |       |
| ---------------- | ------- | ------- | ------- | ------- | ------- | ------- | ------- | ----- |
| Анджела Линдвалл | Главная |         |         |         |         |         |         |       |
| Кэролин Мерфи    |         | Главная |         |         |         |         |         |       |
| Алисса Милано    |         |         | Главная | Главная | Главная | Главная | Главная |       |
| Джорджина Чапман | Главная | Главная | Главная | Главная | Главная | Главная | Главная |       |
| Айзек Мизрахи    | Главный | Главный | Главный | Главный | Главный | Главный | Главный |       |

Обязанности судьи в первом сезоне Всех Звёзд были возложены на ведущего, Анджелу Линдвалл, модельеров Джорджину Чапман, Айзека Мизрахи и четвертого приглашенного судью, обычно модельера, супермодель, знаменитость или профессионала из отрасли, связанной с данной задачей. Во втором сезоне Линдвалл была заменена ведущей и судьей супермоделью Кэролин Мерфи, которая также оставалась на шоу только один сезон. Американская актриса Алисса Милано стала ведущей и судьей «Всех Звёзд» в третьем сезоне и оставалась на шоу в течение пяти сезонов. Джоанна Коул выступает в качестве наставника дизайнеров, давая им предложения и советы по их дизайну на протяжении всего эпизода, но она не участвует в судействе. Коул была стабильным наставником в течение первого и второго сезонов, пока Занна Робертс Расси не заменила ее в третьем-пятом сезонах. Энн Фуленвайдер возглавила команду в течение последних двух сезонов.

## Сезон
Список эпизодов «Проект Подиум. Все звёзды»
| Сезон | Дата премьеры   | Финальная дата  | Количество дизайнеров | Победитель             | Занявший второе место | Занявший третье место | Занявший четвёртое место | Остальные участники в порядке выбывания | Количество участников | Призы дизайнера | Призы модели |
| ----- | --------------- | --------------- | --------------------- | ---------------------- | --------------------- | --------------------- | ------------------------ | --- | --------------------- | --- | --- |
| 1     | 5 января 2012   | 22 марта 2012   | 13                    | Мондо Гуэрра           | Остин Скарлетт        | Майкл Костелло        |                          | Элиза Хименез, Кейтлин ''Свит Пи'' Вон, Гордана Гельхаузен, Эйприл Джонстон, Энтони Уилльямс, Рами Кашу, Кара Дженкс, Мила Германовски, Джерелл Скотт, Кенли Коллинз                                          | 13                    | - Эксклюзивный дизайнерский бутик в избранных магазинах Neiman Marcus и на NeimanMarcus.com - 100 000 долларов в технологии и офисных помещениях, чтобы помочь развивать свой бизнес от HP и Intel - 100 000 долларов наличными от L’Oreal Paris - Статья, опубликованная в журнале Marie Claire, для которой он был приглашенным редактором в течение одного года - Студия шитья и вышивки, предоставленная компанией Brother International | - Эксклюзивный рейс первого класса в Париж, любезно предоставленный авиакомпанией «Открытое небо» - Отдых в отеле на одну неделю в Париже в Le Meurice и на площади Афин |
| 2     | 25 октября 2012 | 17 января 2013  | 13                    | Энтони Райан Олд       | Эмилио Соса           | Ули Херцнер           |                          | Пич Карр, Уэнди Пеппер, Стивен ''Суэйд'' Баум, Андре Гонзало, Кейн Гилласпи, Алтея Харпер, Карлос Казанова, Лаура Кейтлин Планк, Айви Хига, Джошуа МакКинли                                                   | 13                    | - Капсульная коллекция под заказ для Nine West, получите 150 000 долларов наличными - Студия шитья и вышивки, предоставляемая компанией Brother Sewing and Embroidery - Полностью оплаченная поездка по всему миру для участия в неделе моды, любезно предоставленная Лаурой Мерсье - Набор технологий, предоставляемых HP и Intel - Модный разворот в журнале Marie Claire - Должность в журнале Marie Claire в качестве главного редактора в течение одного года. | [будет определено позднее] |
| 3     | 24 октября 2013 | 9 января 2014   | 11                    | Сет Аарон Хендерсон    | Корто Момолу          | Елена Сливняк         |                          | Ари-Энди Саус, Дэниел Эскьювел, Мелисса Флис, Майкл Найт, Джеффри Себелиа, Ирина Шабаева, Виктор Луна, Кристофер Палу                                                                                         | 11                    | - Фирменная капсульная коллекция для QVC, получите 150 000 долларов наличными - Студия шитья и вышивки, предоставляемая компанией Brother Sewing and Embroidery - Годовой запас и полностью оплаченная поездка на двоих в Юго-Восточную Азию, любезно предоставленная resource ® - Профессиональная укладка волос и фотосъемка в течение года для всех предстоящих модных показов дизайнера, любезно предоставленная Alterna Haircare - Косметических средств на год для их показов мод, а также профессиональных услуг визажиста для их дебютного шоу, любезно предоставленных Mary Kay Cosmetics - Набор технологий, предоставляемых HP и Intel - Распространение моды и должность редактора в течение одного года в журнале Marie Claire | [будет определено позднее] |
| 4     | 30 октября 2014 | 12 февраля 2015 | 14                    | Дмитрий Шолохов        | Сонджа Уилльямс       | Хелен Кастилло        |                          | Патриция Майклс, Александриа фон Бромссен, Крис Марч, Кейтлин «Кейт» Пэнкоук, Бенджамин Мак, Ганнер Детерейдж, Саманта Блэк, Джастин ЛеБланк, Джей Николас Сарио, Фабио Коста, Мишель Лесняк Франклин         | 14                    | - Возможность создать капсульную коллекцию с помощью QVC - Появиться во время программы Весенней недели моды QVC - Распространение моды в Marie Claire и должность редактора журнала в течение одного года - Специальный гость на международной конференции по уходу за волосами CHI в Канкуне, Мексика - Продукт и персонал в течение целого года показов на взлетно-посадочной полосе - От Мэри Кей, косметических средств на целый год для модных показов и услуг профессионального визажиста для его/ее дебютного шоу - Денежный приз в размере 150 000 долларов - Полная швейная студия на заказ, чтобы запустить свою выигрышную линию от Brother по шитью и вышивке.                                                                 | [будет определено позднее] |
| 5     | 11 февраля 2016 | 5 мая 2016      | 13                    | Дом Стритер            | Кини Замора           | Кен Лоуренс           |                          | Фейд цу Грау, Дэниел Франко, Стелла Зотис, Митчелл Перри, Валери Майен, Александер Поуп, Лайана Алигар, Аша Дэниелс, Эмили Пэйн, Сэм Донован                                                                  | 13                    | - Возможность разработать эксклюзивную линию ювелирных изделий из BaubleBar.com - Коллекция обуви в капсулах от китайской прачечной - Распространение моды в Marie Claire и должность в журнале в качестве редактора-составителя - Полноценная швейная студия для запуска своей выигрышной линии от Brothers Sewing и вышивки - Денежный приз в размере 100 000 долларов. | [будет определено позднее] |
| 6     | 4 января 2018   | 5 апреля 2018   | 16                    | Энтони Уилльямс        | Фабио Коста           | Стэнли Хадсон         |                          | Карлос Казанова, Келли Демпси, Ари-Энди Саус и Мелисса Флис, Кэндис Куоко, Аманда Валентайн, Чаркетта Гловер, Кимберли Голдсон, Мерлин Лабиссьер, Джошуа МакКинли, Хелен Кастилло, Эдмонд Ньютон, Кен Лоуренс | 16                    | - Распространение моды в Marie Claire и должность в журнале в качестве редактора-составителя - Поездка на двоих в Лондон - Уход за кожей и макияж от Rodial для их следующего шоу и за его пределами - Аксессуары и услуги по укладке от Intermix для их следующей коллекции - Полноценная швейная студия для запуска своей выигрышной линии от Brothers Sewing и вышивки - Денежный приз в размере 100 000 долларов. | [будет определено позднее] |
| 7     | 2 января 2019   | 27 марта 2019   | 14                    | Мишель Лесняк Франклин | Дмитрий Шолохов       | Ирина Шабаева         | Эван Бидделл             | Санни Фонг, Сет Аарон Хендерсон, Джаспер Гарвида, Джули Грбак, Аня-Аюнг Чи, Джанго Стинбаккер, Синтия Хаяси, Шон Патрик Келли, Кристина Экси, Энтони Райан Олд                                                | 14                    | - Редакционная мода в Мари Клэр и должность в журнале в качестве приглашенного редактора в течение одного года - Возможность создать фирменный цвет ногтей для Butter London - Поездка на двоих в Лондон - Швейные машинки стоимостью 40 000 долларов от Brothers Sewing и Вышивка - Денежный приз в размере 100 000 долларов. | [будет определено позднее] |

Первый сезон
Проект «Проект Подиум: Все Звёзды» (сезон 1) — первый сезон спин-оффа проекта «Проект Подиум: Все Звёзды». В нем представлены 13 дизайнеров из 1-8 сезонов оригинальной серии с новым ведущим, новыми судьями и новым наставником. Премьера состоялась 5 января 2012 года на канале Lifetime.
Судьи
Модель Анджела Линдвалл выступает в качестве ведущей, а также судьи. Другими постоянными судьями являются дизайнеры Айзек Мизрахи и Джорджина Чапман. Главный редактор Marie Claire Джоанна Коул наставляет опытных дизайнеров. Приглашенные судьи включают модельера Диану фон Фюрстенберг, вымышленную героиню мисс Пигги, певицу-актрису Саттон Фостер, модель Миранду Керр и музыканта и продюсера Фаррелла Уильямса. Ведущим визажистом шоу является Скотт Патрик, а ведущим парикмахером — Линь Нгуен.
Участники: Мондо Гуэрра, Остин Скарлетт, Майкл Костелло, Кенли Коллинз, Джерелл Скотт, Мила Германовски, Кара Дженкс, Рами Кашу, Энтони Уилльямс, Эйприл Джонстон, Гордана Гельхаузен, Кейтлин ''Свит Пи'' Вон и Элиза Хименез.
| Дизайнеры               | Порядок исключения дизайнеров | Порядок исключения дизайнеров | Порядок исключения дизайнеров | Порядок исключения дизайнеров | Порядок исключения дизайнеров | Порядок исключения дизайнеров | Порядок исключения дизайнеров | Порядок исключения дизайнеров | Порядок исключения дизайнеров | Порядок исключения дизайнеров | Порядок исключения дизайнеров | Названия эпизодов                      |
| Дизайнеры               | 1                             | 2                             | 3                             | 4                             | 5                             | 6                             | 7                             | 8                             | 9                             | 10                            | 12                            | Названия эпизодов                      |
| ----------------------- | ----------------------------- | ----------------------------- | ----------------------------- | ----------------------------- | ----------------------------- | ----------------------------- | ----------------------------- | ----------------------------- | ----------------------------- | ----------------------------- | ----------------------------- | -------------------------------------- |
| Мондо Гуэрра            | HIGH                          | IN                            | IN                            | HIGH                          | WIN                           | LOW                           | WIN                           | WIN                           | HIGH                          | WIN                           | Победитель                    | 12 — Финал, Часть 2                    |
| Остин Скарлетт          | IN                            | WIN                           | LOW                           | IN                            | HIGH                          | LOW                           | HIGH                          | LOW                           | WIN                           | HIGH                          | Второе место                  | 12 — Финал, Часть 2                    |
| Майкл Костелло          | IN                            | HIGH                          | WIN                           | WIN                           | LOW                           | LOW                           | HIGH                          | HIGH                          | LOW                           | LOW                           | Третье место                  | 12 — Финал, Часть 2                    |
| Кенли Коллинз           | IN                            | IN                            | HIGH                          | IN                            | IN                            | HIGH                          | LOW                           | HIGH                          | HIGH                          | OUT                           |                               | 10 — Давайте Перейдем К Делу           |
| Джерелл Скотт           | HIGH                          | IN                            | IN                            | IN                            | LOW                           | WIN                           | IN                            | LOW                           | OUT                           |                               |                               | 9 — Когда Я Получу Свое Платье В Огнях |
| Мила Германовски        | IN                            | IN                            | LOW                           | HIGH                          | IN                            | HIGH                          | LOW                           | OUT                           |                               |                               |                               | 8 — О! Скажи, Ты Умеешь Шить?          |
| Кара Дженкс             | IN                            | LOW                           | IN                            | LOW                           | IN                            | HIGH                          | OUT                           |                               |                               |                               |                               | 7 — Надеваю Блеск                      |
| Рами Кашу               | WIN                           | IN                            | HIGH                          | IN                            | HIGH                          | OUT                           |                               |                               |                               |                               |                               | 6 — Противостояние Моде                |
| Энтони Уилльямс         | IN                            | HIGH                          | IN                            | LOW                           | OUT                           |                               |                               |                               |                               |                               |                               | 5 — Снимай Одежду Со Спины             |
| Эйприл Джонстон         | IN                            | LOW                           | IN                            | OUT                           |                               |                               |                               |                               |                               |                               |                               | 4 — Хороший Вкус, Приятный На Вкус     |
| Гордана Гельхаузен      | LOW                           | IN                            | OUT                           |                               |                               |                               |                               |                               |                               |                               |                               | 3 — Рисунок Для Поросенка              |
| Кейтлин ''Свит Пи'' Вон | LOW                           | OUT                           |                               |                               |                               |                               |                               |                               |                               |                               |                               | 2 — Ночь В Опере                       |
| Элиза Хименез           | OUT                           |                               |                               |                               |                               |                               |                               |                               |                               |                               |                               | 1 — Возвращение К Подиуму              |

     Зелёный цвет и Победитель — дизайнер победил в Проекте Подиум Все Звёзды.
     Голубой цвет и WIN — дизайнер победил в состязании.
     Бирюзовый цвет и HIGH — дизайнер занял второе место в состязании.
     Светло-голубой цвет и HIGH — дизайнер набрал высокие баллы в состязании, но не выиграл.
     Розовый цвет и LOW — дизайнер показал плохой результат в состязании, но не был исключён.
     Оранжевый цвет и LOW — дизайнер был в двойке худших, но не был исключён.
     Красный цвет и OUT — дизайнер выбыл из состязания, как показавший худший результат.

Второй сезон
Проект «Проект Подиум: Все Звёзды» (сезон 2) — второй сезон спин-оффа проекта «Проект Подиум: Все Звёзды». В нем приняли участие 13 дизайнеров из 1-9 сезонов оригинального сериала с новой ведущей Кэролин Мерфи. Вернулись судьи Джорджина Чапман и Айзек Мизрахи, а также наставница Джоанна Коул. Премьера сезона состоялась на канале Lifetime 25 октября 2012 года.
В число приглашенных судей входят Кайли Миноуг, Кэти Холмс, Стейси Киблер, Лив Тайлер и Гретчен Мол, а также известные модельеры Диана фон Фюрстенберг, Джейсон Ву, Маргерита Миссони, Шарлотта Ронсон, Рэйф Тотенгко и Эли Тахари, в дополнение к модному блогеру Тави Гевинсону. В эпизодических ролях снимались Карл Лагерфельд и Дом Валентино.
Победителю этого сезона была предоставлена привилегия разработать индивидуальную капсульную коллекцию для Nine West, получить 150 000 долларов наличными, студию шитья и вышивки, предоставленную Brother Sewing and Embroidery, оплачиваемую поездку по всему миру для участия в неделях моды в таких известных городах, как Париж, Милан, Лондон и Токио, любезно предоставленную Лаурой Мерсье, набор технологий, предоставленный HP и Intel, распространение моды в журнале Marie Claire и должность в публикации вышеупомянутого журнала в качестве редактора на один год.
Судьи
Американская модель и актриса Кэролин Мерфи выступает в качестве ведущей, а также судьи. Дизайнеры Айзек Мизрахи и Джорджина Чапман также судят возвращающихся дизайнеров. Главный редактор Marie Claire Джоанна Коулс будет наставлять опытных дизайнеров.
Участники: Энтони Райан Олд, Эмилио Соса, Ули Херцнер, Джошуа МакКинли, Айви Хига, Лаура Кейтлин Планк, Карлос Казанова, Алтея Харпер, Кейн Гилласпи, Андре Гонзало, Стивен ''Суэйд'' Баум, Уэнди Пеппер и Пич Карр.
| Дизайнеры             | Порядок исключения дизайнеров | Порядок исключения дизайнеров | Порядок исключения дизайнеров | Порядок исключения дизайнеров | Порядок исключения дизайнеров | Порядок исключения дизайнеров | Порядок исключения дизайнеров | Порядок исключения дизайнеров | Порядок исключения дизайнеров | Порядок исключения дизайнеров | Порядок исключения дизайнеров | Порядок исключения дизайнеров | Названия эпизодов                               |
| Дизайнеры             | 1                             | 2                             | 3                             | 4                             | 5                             | 6                             | 7                             | 8                             | 9                             | 10                            | 11                            | 12                            | Названия эпизодов                               |
| --------------------- | ----------------------------- | ----------------------------- | ----------------------------- | ----------------------------- | ----------------------------- | ----------------------------- | ----------------------------- | ----------------------------- | ----------------------------- | ----------------------------- | ----------------------------- | ----------------------------- | ----------------------------------------------- |
| Энтони Райан Олд      | WIN                           | IN                            | HIGH                          | WIN                           | HIGH                          | HIGH                          | HIGH                          | WIN                           | WIN                           | LOW                           | WIN                           | Победитель                    | 12 — Финал: Стань Большим Или Иди Домой         |
| Эмилио Соса           | IN                            | IN                            | WIN                           | HIGH                          | WIN                           | LOW                           | IN                            | HIGH                          | LOW                           | LOW                           | HIGH                          | Второе место                  | 12 — Финал: Стань Большим Или Иди Домой         |
| Ули Херцнер           | IN                            | WIN                           | IN                            | IN                            | HIGH                          | HIGH                          | WIN                           | HIGH                          | HIGH                          | HIGH                          | LOW                           | Третье место                  | 12 — Финал: Стань Большим Или Иди Домой         |
| Джошуа МакКинли       | IN                            | IN                            | IN                            | LOW                           | IN                            | IN                            | LOW                           | LOW                           | LOW                           | WIN                           | OUT                           |                               | 11 — Кутюр де Франс                             |
| Айви Хига             | HIGH                          | HIGH                          | HIGH                          | IN                            | IN                            | LOW                           | LOW                           | LOW                           | OUT                           |                               |                               |                               | 9 — Нет Такого Бизнеса, Как Швейный Бизнес      |
| Лаура Кейтлин Планк   | IN                            | IN                            | LOW                           | HIGH                          | LOW                           | WIN                           | HIGH                          | OUT                           |                               |                               |                               |                               | 8 — Модное Противостояние С Хлопушкой           |
| Карлос Казанова       | HIGH                          | HIGH                          | IN                            | IN                            | LOW                           | IN                            | OUT                           |                               |                               |                               |                               |                               | 7 — Необычный Кошмар Перед Рождеством           |
| Алтея Харпер          | IN                            | IN                            | IN                            | LOW                           | IN                            | OUT                           |                               |                               |                               |                               |                               |                               | 6 — Зелёное Платье Для Красной Ковровой Дорожки |
| Кейн Гилласпи         | IN                            | LOW                           | LOW                           | IN                            | OUT                           |                               |                               |                               |                               |                               |                               |                               | 5 — У Тебя Есть Мужчина                         |
| Андре Гонзало         | LOW                           | LOW                           | IN                            | OUT                           |                               |                               |                               |                               |                               |                               |                               |                               | 4 — Сделано В США Сегодня                       |
| Стивен ''Суэйд'' Баум | LOW                           | IN                            | OUT                           |                               |                               |                               |                               |                               |                               |                               |                               |                               | 3 — Подними Свой Аэрозоль                       |
| Уэнди Пеппер          | IN                            | OUT                           |                               |                               |                               |                               |                               |                               |                               |                               |                               |                               | 2 — Надень Свои Танцевальные Туфли              |
| Пич Карр              | OUT                           |                               |                               |                               |                               |                               |                               |                               |                               |                               |                               |                               | 1 — Возвращение К Подиуму                       |

     Зелёный цвет и Победитель — дизайнер победил в Проекте Подиум Все Звёзды.
     Голубой цвет и WIN — дизайнер победил в состязании.
     Бирюзовый цвет и HIGH — дизайнер занял второе место в состязании.
     Светло-голубой цвет и HIGH — дизайнер набрал высокие баллы в состязании, но не выиграл.
     Розовый цвет и LOW — дизайнер показал плохой результат в состязании, но не был исключён.
     Оранжевый цвет и LOW — дизайнер был в двойке худших, но не был исключён.
     Красный цвет и OUT — дизайнер выбыл из состязания, как показавший худший результат.

Третий сезон
Проект «Проект Подиум: Все Звёзды» (сезон 3) — третий сезон спин-оффа проекта «Проект Подиум: Все Звёзды». В нем представлены 11 дизайнеров из предыдущих сезонов оригинального сериала, а Алисса Милано выступает в качестве новой ведущей, взяв на себя роль Кэролин Мёрфи во 2 сезоне. Джорджина Чапман и Айзек Мизрахи вернулись в качестве судей в этом сезоне. Занна Робертс Расси заменила Джоанну Коул, наставлявшую конкурсанток. Премьера сезона состоялась на канале Lifetime 24 октября 2013 года.
Приглашенными судьями были Эбигейл Бреслин, Кристин Ченовет, Габури Сидибе, Элизабет Мосс, Ник Кэннон, Дебби Харри, Бар Рафаэли, Гейл Кинг, Нейт Беркус и Майкл Ури. Судья оригинального сериала Нина Гарсиа и судья-новичок Зак Позен, а также предыдущие победители Подиума Кристиан Сириано (4 сезон) и Аня Аюнг-Чи (9 сезон), а также два победителя Всех звезд Мондо Гуэрра и Энтони Райан Олд появились. Мардж Симпсон также выступила по-особому.
Судьи
Американская модель и актриса Алисса Милано выступает в качестве ведущей, а также судьи. Дизайнеры Айзек Мизрахи и Джорджина Чапман также оценивают 11 возвращающихся дизайнеров, в состав которых впервые входят победители оригинального сериала в качестве актеров.
Участники: Сет Аарон Хендерсон, Корто Момолу, Елена Сливняк, Кристофер Палу, Виктор Луна, Ирина Шабаева, Джеффри Себелиа, Майкл Найт, Мелисса Флис, Дэниел Эскьювел и Ари-Энди Саус.
| Дизайнеры           | Порядок исключения дизайнеров | Порядок исключения дизайнеров | Порядок исключения дизайнеров | Порядок исключения дизайнеров | Порядок исключения дизайнеров | Порядок исключения дизайнеров | Порядок исключения дизайнеров | Порядок исключения дизайнеров | Порядок исключения дизайнеров | Порядок исключения дизайнеров | Названия эпизодов                               |
| Дизайнеры           | 1                             | 2                             | 3                             | 4                             | 5                             | 6                             | 7                             | 8                             | 9                             | 10                            | Названия эпизодов                               |
| ------------------- | ----------------------------- | ----------------------------- | ----------------------------- | ----------------------------- | ----------------------------- | ----------------------------- | ----------------------------- | ----------------------------- | ----------------------------- | ----------------------------- | ----------------------------------------------- |
| Сет Аарон Хендерсон | HIGH                          | IN                            | IN                            | IN                            | LOW                           | LOW                           | HIGH                          | IN                            | WIN                           | Победитель                    | 10 — Финал: Ты в ООН или Тебя Нет?              |
| Корто Момолу        | IN                            | IN                            | LOW                           | LOW                           | IN                            | HIGH                          | WIN                           | WIN                           | LOW                           | Второе место                  | 10 — Финал: Ты в ООН или Тебя Нет?              |
| Елена Сливняк       | WIN                           | HIGH                          | HIGH                          | HIGH                          | IN                            | HIGH                          | LOW                           | HIGH                          | HIGH                          | Третье место                  | 10 — Финал: Ты в ООН или Тебя Нет?              |
| Кристофер Палу      | IN                            | IN                            | HIGH                          | WIN                           | HIGH                          | LOW                           | HIGH                          | LOW                           | OUT                           |                               | 9 — Модные Центы                                |
| Виктор Луна         | LOW                           | IN                            | WIN                           | HIGH                          | LOW                           | IN                            | LOW                           | OUT                           |                               |                               | 8 — Нина В Тренде                               |
| Ирина Шабаева       | IN                            | HIGH                          | IN                            | IN                            | HIGH                          | WIN                           | OUT                           |                               |                               |                               | 7 — Как Видно По Телевизору                     |
| Джеффри Себелиа     | HIGH                          | LOW                           | LOW                           | LOW                           | WIN                           | OUT                           |                               |                               |                               |                               | 6 — Безумие Мардж                               |
| Майкл Найт          | IN                            | WIN                           | IN                            | LOW                           | OUT                           |                               |                               |                               |                               |                               | 5 — Соучастники Преступления                    |
| Мелисса Флис        | LOW                           | LOW                           | OUT                           |                               |                               |                               |                               |                               |                               |                               | 3 — Переоденься Во Что-Нибудь Более Сексуальное |
| Дэниел Эскьювел     | IN                            | OUT                           |                               |                               |                               |                               |                               |                               |                               |                               | 2 — Укушенный Модным Жуком                      |
| Ари-Энди Саус       | OUT                           |                               |                               |                               |                               |                               |                               |                               |                               |                               | 1 — Тебя Надули!                                |

     Зелёный цвет и Победитель — дизайнер победил в Проекте Подиум Все Звёзды.
     Голубой цвет и WIN — дизайнер победил в состязании.
     Бирюзовый цвет и HIGH — дизайнер занял второе место в состязании.
     Светло-голубой цвет и HIGH — дизайнер набрал высокие баллы в состязании, но не выиграл.
     Розовый цвет и LOW — дизайнер показал плохой результат в состязании, но не был исключён.
     Оранжевый цвет и LOW — дизайнер был в двойке худших, но не был исключён.
     Красный цвет и OUT — дизайнер выбыл из состязания, как показавший худший результат.

Четвёртый сезон
Проект «Проект Подиум: Все Звёзды» (сезон 4) — четвертый сезон спин-оффа проекта «Проект Подиум: Все Звёзды». В нем представлены 14 дизайнеров из предыдущих сезонов оригинальной серии, а Алисса Милано возвращается в качестве ведущей и судьи. Телевизионный модный корреспондент и старший редактор Marie Claire Занна Робертс Расси возвращается, чтобы наставлять конкурсанток.
Веб-сайт Lifetime Network, mylifetime.com, раскрывает призовой пакет победителя как: возможность создать капсульную коллекцию с QVC и появиться во время программ QVC на весенней неделе моды; распространение моды в Marie Claire и должность в журнале в качестве редактора в течение одного года; пребывание специального гостя на Международной конференции CHI Haircare в Канкуне, Мексика, плюс продукты и персонал в течение целого года показов на взлетно-посадочной полосе; от Mary Kay, косметические товары на целый год для показов мод и услуги профессионального визажиста для его/её дебютного шоу; денежный приз в размере 150 000 долларов и полное ателье по пошиву одежды на заказ для запуска его / ее выигрышной линии от Brother Sewing and Embroidery.
Судьи
В дополнение к Алиссе Милано, Джорджина Чапман и Айзек Мизрахи возвращаются в качестве судей в этом сезоне. Среди приглашенных знаменитостей — судей 4-го сезона проекта «Взлетно-посадочная полоса всех звезд» — номинантка на премию «Эмми» Лаверна Кокс из «Оранжевый — новый черный», лауреат премии «Эмми» Дебра Мессинг, ведущая нового телешоу «Тайны Лауры», Ариэль Уинтер из «Современной семьи», лауреат премии «Оскар» Мира Сорвино, певица Николь Шерзингер, номинированная на премию «Эмми» ведущая Кэт Дили, звезды реалити-шоу Снуки и JWoww, знаменитый фотограф Найджел Баркер и ведущая программы QVC Лиза Робертсон. Модельеры Бетси Джонсон, Майкл Бастиан, Эли Тахари и Иванка Трамп выступят в качестве приглашенных судей. Судьи «Project Runway» Нина Гарсиа и Зак Позен выступят со специальными выступлениями.
Участники: Дмитрий Шолохов, Сонджа Уилльямс, Хелен Кастилло, Мишель Лесняк Франклин, Фабио Коста, Джей Николас Сарио, Джастин ЛеБланк, Саманта Блэк, Ганнер Детерейдж, Бенджамин Мак, Кейтлин «Кейт» Пэнкоук, Крис Марч, Александриа фон Бромссен и Патриция Майклс.
| Дизайнеры                | Порядок исключения дизайнеров | Порядок исключения дизайнеров | Порядок исключения дизайнеров | Порядок исключения дизайнеров | Порядок исключения дизайнеров | Порядок исключения дизайнеров | Порядок исключения дизайнеров | Порядок исключения дизайнеров | Порядок исключения дизайнеров | Порядок исключения дизайнеров | Порядок исключения дизайнеров | Порядок исключения дизайнеров | Порядок исключения дизайнеров | Названия эпизодов                    |
| Дизайнеры                | 1                             | 2                             | 3                             | 4                             | 5                             | 6                             | 7                             | 8                             | 9                             | 10                            | 11                            | 12                            | 13                            | Названия эпизодов                    |
| ------------------------ | ----------------------------- | ----------------------------- | ----------------------------- | ----------------------------- | ----------------------------- | ----------------------------- | ----------------------------- | ----------------------------- | ----------------------------- | ----------------------------- | ----------------------------- | ----------------------------- | ----------------------------- | ------------------------------------ |
| Дмитрий Шолохов          | IN                            | IN                            | HIGH                          | HIGH                          | HIGH                          | IN                            | IN                            | HIGH                          | WIN                           | HIGH                          | LOW                           | WIN                           | Победитель                    | 13 — 4 Сезона В Одном Финале         |
| Сонджа Уилльямс          | IN                            | IN                            | WIN                           | HIGH                          | IN                            | WIN                           | IN                            | HIGH                          | IN                            | WIN                           | HIGH                          | HIGH                          | Второе место                  | 13 — 4 Сезона В Одном Финале         |
| Хелен Кастилло           | IN                            | IN                            | LOW                           | WIN                           | IN                            | HIGH                          | LOW                           | IN                            | HIGH                          | HIGH                          | WIN                           | LOW                           | Третье место                  | 13 — 4 Сезона В Одном Финале         |
| Мишель Лесняк Франклин   | LOW                           | LOW                           | IN                            | IN                            | IN                            | HIGH                          | HIGH                          | LOW                           | HIGH                          | LOW                           | LOW                           | OUT                           |                               | 12 — Некоторым Нравится Этот Хот-Дог |
| Фабио Коста              | WIN                           | IN                            | LOW                           | IN                            | WIN                           | LOW                           | WIN                           | IN                            | LOW                           | LOW                           | OUT                           |                               |                               | 11 — Всегда Подружка Невесты         |
| Джей Николас Сарио       | IN                            | HIGH                          | IN                            | IN                            | LOW                           | IN                            | HIGH                          | LOW                           | LOW                           | OUT                           |                               |                               |                               | 10 — Универсальные Топы И Низы       |
| Джастин ЛеБланк          | IN                            | WIN                           | IN                            | IN                            | HIGH                          | LOW                           | LOW                           | WIN                           | OUT                           |                               |                               |                               |                               | 9 — Рисование С Акулами              |
| Саманта Блэк             | IN                            | IN                            | HIGH                          | IN                            | LOW                           | IN                            | LOW                           | OUT                           |                               |                               |                               |                               |                               | 8 — Произвести Фурор                 |
| Ганнер Детерейдж         | IN                            | IN                            | IN                            | LOW                           | IN                            | OUT                           |                               |                               |                               |                               |                               |                               |                               | 6 — Удача Быть Леди                  |
| Бенджамин Мак            | HIGH                          | IN                            | IN                            | LOW                           | OUT                           |                               |                               |                               |                               |                               |                               |                               |                               | 5 — Дизайн Для Герцогини             |
| Кейтлин «Кейт» Пэнкоук   | LOW                           | HIGH                          | IN                            | OUT                           |                               |                               |                               |                               |                               |                               |                               |                               |                               | 4 — Носи Своё Сердце на Рукаве       |
| Крис Марч                | HIGH                          | LOW                           | OUT                           |                               |                               |                               |                               |                               |                               |                               |                               |                               |                               | 3 — Что-То Злое Приходит Этим Путем  |
| Александриа фон Бромссен | IN                            | OUT                           |                               |                               |                               |                               |                               |                               |                               |                               |                               |                               |                               | 2 — Искусство Строительства          |
| Патриция Майклс          | OUT                           |                               |                               |                               |                               |                               |                               |                               |                               |                               |                               |                               |                               | 1 — Сделано В Манхэттене             |

     Зелёный цвет и Победитель — дизайнер победил в Проекте Подиум Все Звёзды.
     Голубой цвет и WIN — дизайнер победил в состязании.
     Бирюзовый цвет и HIGH — дизайнер занял второе место в состязании.
     Светло-голубой цвет и HIGH — дизайнер набрал высокие баллы в состязании, но не выиграл.
     Розовый цвет и LOW — дизайнер показал плохой результат в состязании, но не был исключён.
     Оранжевый цвет и LOW — дизайнер был в двойке худших, но не был исключён.
     Красный цвет и OUT — дизайнер выбыл из состязания, как показавший худший результат.

Пятый сезон
Проект «Проект Подиум: Все Звёзды» (сезон 5) — пятый сезон спин-оффа проекта «Проект Подиум: Все Звёзды». В нем представлены 13 дизайнеров из предыдущих сезонов оригинальной серии и проекта «Проект Подиум: Под Ганном», в котором Алисса Милано возвращается в качестве ведущей и судьи. Телевизионный модный корреспондент и старший редактор Marie Claire Занна Робертс Расси также возвращается, чтобы наставлять конкурсанток.
Призами этого сезона являются возможность создать эксклюзивную линию украшений от BaubleBar.com, капсульная коллекция обуви от Chinese Laundry, модный показ в Marie Claire и должность редактора в журнале, полноценная швейная студия для запуска своей выигрышной линии от Brothers Sewing and Embroidery и денежный приз в размере 100 000 долларов США.
Участники: Дом Стритер, Кини Замора, Кен Лоуренс, Сэм Донован, Эмили Пэйн, Аша Дэниелс, Лайана Агилар, Александер Поуп, Валери Майен, Митчелл Перри, Стелла Зотис, Дэниел Франко и Фейд цу Грау.
| Дизайнеры       | Порядок исключения дизайнеров | Порядок исключения дизайнеров | Порядок исключения дизайнеров | Порядок исключения дизайнеров | Порядок исключения дизайнеров | Порядок исключения дизайнеров | Порядок исключения дизайнеров | Порядок исключения дизайнеров | Порядок исключения дизайнеров | Порядок исключения дизайнеров | Порядок исключения дизайнеров | Порядок исключения дизайнеров | Порядок исключения дизайнеров | Названия эпизодов                       |
| Дизайнеры       | 1                             | 2                             | 3                             | 4                             | 5                             | 6                             | 7                             | 8                             | 9                             | 10                            | 11                            | 12                            | 13                            | Названия эпизодов                       |
| --------------- | ----------------------------- | ----------------------------- | ----------------------------- | ----------------------------- | ----------------------------- | ----------------------------- | ----------------------------- | ----------------------------- | ----------------------------- | ----------------------------- | ----------------------------- | ----------------------------- | ----------------------------- | --------------------------------------- |
| Дом Стритер     | IN                            | IN                            | IN                            | IN                            | HIGH                          | IN                            | WIN                           | HIGH                          | HIGH                          | LOW                           | HIGH                          | WIN                           | Победитель                    | 13 — Состояние Души В Нью-Йорке         |
| Кини Замора     | IN                            | HIGH                          | HIGH                          | IN                            | HIGH                          | IN                            | IN                            | HIGH                          | WIN                           | HIGH                          | HIGH                          | HIGH                          | Второе место                  | 13 — Состояние Души В Нью-Йорке         |
| Кен Лоуренс     | HIGH                          | IN                            | IN                            | HIGH                          | IN                            | WIN                           | HIGH                          | IN                            | LOW                           | LOW                           | WIN                           | LOW                           | Третье место                  | 13 — Состояние Души В Нью-Йорке         |
| Сэм Донован     | IN                            | WIN                           | HIGH                          | WIN                           | LOW                           | HIGH                          | HIGH                          | LOW                           | LOW                           | HIGH                          | LOW                           | OUT                           |                               | 12 — Принц Гравюр                       |
| Эмили Пэйн      | IN                            | LOW                           | IN                            | IN                            | WIN                           | IN                            | LOW                           | IN                            | IN                            | WIN                           | OUT                           |                               |                               | 11 — Современное Состояние              |
| Аша Дэниелс     | LOW                           | IN                            | WIN                           | LOW                           | IN                            | IN                            | IN                            | WIN                           | HIGH                          | OUT                           |                               |                               |                               | 10 — Бунтарь С Причиной                 |
| Лайана Агилар   | HIGH                          | IN                            | IN                            | IN                            | IN                            | LOW                           | LOW                           | LOW                           | OUT                           |                               |                               |                               |                               | 9 — Нотка Стиля                         |
| Александер Поуп | IN                            | LOW                           | WIN                           | LOW                           | IN                            | LOW                           | IN                            | OUT                           |                               |                               |                               |                               |                               | 8 — Однажды На Подиуме                  |
| Валери Майен    | WIN                           | HIGH                          | LOW                           | HIGH                          | LOW                           | HIGH                          | OUT                           |                               |                               |                               |                               |                               |                               | 7 — Приманка И Переключатель            |
| Митчелл Перри   | LOW                           | IN                            | LOW                           | IN                            | HIGH                          | OUT                           |                               |                               |                               |                               |                               |                               |                               | 6 — Стремление К Барокко                |
| Стелла Зотис    | IN                            | IN                            | LOW                           | OUT                           |                               |                               |                               |                               |                               |                               |                               |                               |                               | 4 — Мода 911                            |
| Дэниел Франко   | LOW                           | IN                            | OUT                           |                               |                               |                               |                               |                               |                               |                               |                               |                               |                               | 3 — Немного Кантри, Немного Рок-н-Ролла |
| Фейд цу Грау    | IN                            | OUT                           |                               |                               |                               |                               |                               |                               |                               |                               |                               |                               |                               | 2 — Позволь Ему Течь                    |

     Зелёный цвет и Победитель — дизайнер победил в Проекте Подиум Все Звёзды.
     Голубой цвет и WIN — дизайнер победил в состязании.
     Бирюзовый цвет и HIGH — дизайнер занял второе место в состязании.
     Светло-голубой цвет и HIGH — дизайнер набрал высокие баллы в состязании, но не выиграл.
     Розовый цвет и LOW — дизайнер показал плохой результат в состязании, но не был исключён.
     Оранжевый цвет и LOW — дизайнер был в двойке худших, но не был исключён.
     Красный цвет и OUT — дизайнер выбыл из состязания, как показавший худший результат.

Шестой сезон
Проект "Проект Подиум: Все Звёзды (сезон 6) — шестой сезон спин-оффа проекта «Проект Подиум: Все Звёзды». Концепция издания — Новички против ветеранов. В нем принимают участие шестнадцать дизайнеров, трое из которых ранее участвовали в Проекте Подиум: Все Звёзды, а восемь из них впервые участвуют в Проекте Подиум: Все Звёзды. Алисса Милано вернется в качестве ведущей, а Джорджина Чапман и Айзек Мизрахи вернутся в качестве судей в этом сезоне вместе с одним или двумя приглашенными судьями каждую неделю. Премьера шоу состоялась 4 января 2018 года на канале Lifetime.
Судьи
В дополнение к Алиссе Милано, Джорджина Чапман и Айзек Мизрахи возвращаются в качестве судей в этом сезоне. Наставником в этом сезоне является Энн Фуленвидер. Некоторые из приглашенных знаменитостей-судей 6-го сезона Project Runway All Stars — Джесси Тайлер Фергюсон, Оливия Калпо, Дита фон Тиз, модельеры Ребекка Минкофф, Майкл Костелло, Даниэль Брукс из Orange Is the New Black, Кейси Масгрейвс, Кэтрин Зета-Джонс, Вупи Голдберг, Рози Перес, Каролина Куркова, легендарная супермодель Кармен Делл’Орефис, а также наставник Проекта Подиум Все Звёзды с 3 по 5 сезон Занна Робертс Расси, Нина Гарсиа из Project Runway и Зак Позен, а также Проект Подиум: Младший — Келли Осборн, а также РуПол.
Участники: Энтони Уилльямс, Фабио Коста, Стэнли Хадсон, Кен Лоуренс, Эдмонд Ньютон, Хелен Кастилло, Джошуа МакКинли, Мерлин Лабиссьер, Кимберли Голдсон, Чаркетта Гловер, Аманда Валентайн, Кэндис Куоко, Мелисса Флис и Ари-Энди Саус, Келли Демпси и Карлос Казанова.
| Дизайнеры        | Порядок исключения дизайнеров | Порядок исключения дизайнеров | Порядок исключения дизайнеров | Порядок исключения дизайнеров | Порядок исключения дизайнеров | Порядок исключения дизайнеров | Порядок исключения дизайнеров | Порядок исключения дизайнеров | Порядок исключения дизайнеров | Порядок исключения дизайнеров | Порядок исключения дизайнеров | Порядок исключения дизайнеров | Порядок исключения дизайнеров | Названия эпизодов                     |
| Дизайнеры        | 1                             | 2                             | 3                             | 4                             | 5                             | 6                             | 7                             | 8                             | 9                             | 10                            | 11                            | 12                            | 13                            | Названия эпизодов                     |
| ---------------- | ----------------------------- | ----------------------------- | ----------------------------- | ----------------------------- | ----------------------------- | ----------------------------- | ----------------------------- | ----------------------------- | ----------------------------- | ----------------------------- | ----------------------------- | ----------------------------- | ----------------------------- | ------------------------------------- |
| Энтони Уилльмс   | IN                            | WIN                           | HIGH                          | IN                            | HIGH                          | IN                            | HIGH                          | LOW                           | WIN                           | LOW                           | LOW                           | ADV                           | Победитель                    | 13 — Создание Истории Моды            |
| Фабио Коста      | IN                            | IN                            | WIN                           | HIGH                          | WIN                           | IN                            | LOW                           | IN                            | HIGH                          | HIGH                          | HIGH                          | ADV                           | Второе место                  | 13 — Создание Истории Моды            |
| Стэнли Хадсон    | IN                            | LOW                           | IN                            | WIN                           | IN                            | HIGH                          | WIN                           | WIN                           | HIGH                          | LOW                           | HIGH                          | ADV                           | Третье место                  | 13 — Создание Истории Моды            |
| Кен Лоуренс      | LOW                           | IN                            | WIN                           | IN                            | HIGH                          | IN                            | IN                            | HIGH                          | LOW                           | HIGH                          | WIN                           | OUT                           |                               | 12 — История В Процессе Становления   |
| Эдмонд Ньютон    | HIGH                          | IN                            | IN                            | IN                            | LOW                           | LOW                           | IN                            | LOW                           | LOW                           | WIN                           | OUT                           |                               |                               | 11 — Нина Сокрушает Его               |
| Хелен Кастилло   | LOW                           | IN                            | IN                            | LOW                           | IN                            | HIGH                          | IN                            | HIGH                          | IN                            | OUT                           |                               |                               |                               | 10 — Раскачай Свое Лицо               |
| Джошуа МакКинли  | IN                            | IN                            | IN                            | IN                            | IN                            | WIN                           | LOW                           | IN                            | OUT                           |                               |                               |                               |                               | 9 — Позен На Красной Ковровой Дорожке |
| Мерлин Лабиссьер | WIN                           | HIGH                          | LOW                           | IN                            | LOW                           | LOW                           | HIGH                          | OUT                           |                               |                               |                               |                               |                               | 8 — Безумие Мизрахи                   |
| Кимберли Голдсон | IN                            | IN                            | HIGH                          | HIGH                          | IN                            | IN                            | OUT                           |                               |                               |                               |                               |                               |                               | 7 — Удар В Астро                      |
| Чаркетта Гловер  | HIGH                          | LOW                           | IN                            | IN                            | IN                            | OUT                           |                               |                               |                               |                               |                               |                               |                               | 6 — Брошенная В Петлю Бетти Буп       |
| Аманда Валентайн | IN                            | IN                            | IN                            | LOW                           | OUT                           |                               |                               |                               |                               |                               |                               |                               |                               | 5 — Новые Супергерои Моды             |
| Кэндис Куоко     | IN                            | IN                            | LOW                           | OUT                           |                               |                               |                               |                               |                               |                               |                               |                               |                               | 4 — Яйца Наружу!                      |
| Мелисса Флис     | IN                            | IN                            | OUT                           |                               |                               |                               |                               |                               |                               |                               |                               |                               |                               | 3 — Идеальные Пары                    |
| Ари-Энди Саус    | IN                            | HIGH                          | OUT                           |                               |                               |                               |                               |                               |                               |                               |                               |                               |                               | 3 — Идеальные Пары                    |
| Келли Демпси     | IN                            | OUT                           |                               |                               |                               |                               |                               |                               |                               |                               |                               |                               |                               | 2 — Девицы В Бедственном Положении    |
| Карлос Казанова  | OUT                           |                               |                               |                               |                               |                               |                               |                               |                               |                               |                               |                               |                               | 1 — Новички Против Ветеринаров        |

     Зелёный цвет и Победитель — дизайнер победил в Проекте Подиум Все Звёзды.
     Голубой цвет и WIN — дизайнер победил в состязании.
     Бирюзовый цвет и HIGH — дизайнер занял второе место в состязании.
     Светло-голубой цвет и HIGH — дизайнер набрал высокие баллы в состязании, но не выиграл.
     Розовый цвет и LOW — дизайнер показал плохой результат в состязании, но не был исключён.
     Оранжевый цвет и LOW — дизайнер был в двойке худших, но не был исключён.
     Красный цвет и OUT — дизайнер выбыл из состязания, как показавший худший результат.

Седьмой сезон
Проект «Проект Подиум: Все Звёзды» (сезон 7) — седьмой сезон спин-оффа проекта «Проекта Подиум: Все Звёзды». Концепция издания была такой: Чемпионы. В нем приняли участие четырнадцать дизайнеров-победителей — семь из них стали победителями американской версии Project Runway, а семь — победителями зарубежных версий Проекта Подиума. Это был последний сезон проекта «Проект Подиум: Все Звёзды», вышедший в эфир на канале Lifetime. Алисса Милано вернулась в качестве ведущей, а Джорджина Чапман и Айзек Мизрахи также вернулись в качестве судей, а также от одного до трех приглашенных судей каждую неделю. Премьера шоу состоялась 2 января 2019 года на канале Lifetime.
Судьи
В дополнение к Алиссе Милано, Джорджина Чапман и Айзек Мизрахи вернулись в качестве судей в этом сезоне. Наставником в этом сезоне была Энн Фуленвидер. Среди приглашенных судей 7-го сезона были Дебра Мессинг, Ванесса Уильямс, Анна Кэмп, Эндрю Рэннеллс, Андреа Райсборо, Синтия Эриво, Азия Кейт Диллон, Венди Уильямс, Тамрон Холл, Даника Патрик, звезды Диснея София Карсон и Пейтон Лист, дизайнеры Рим Акра и Ребекка Минкофф, икона моды Айрис Апфель, модели Лили Олдридж, Оливия Калпо, Джоан Смоллс, Марта Хант, Жасмин Тукс, Кира Чаплин и судья Project Runway Нина Гарсиа.
Участники: Мишель Лесняк Франклин, Дмитрий Шолохов, Ирина Шабаева, Эван Бидделл, Энтони Райан Олд, Кристина Экси, Шон Патрик Келли, Синтия Хаяси, Джанго Стинбаккер, Аня Аюнг-Чи, Джули Грбак, Джаспер Гарвида, Сет Аарон Хендерсон и Санни Фонг.
| Дизайнеры              | Порядок исключения дизайнеров | Порядок исключения дизайнеров | Порядок исключения дизайнеров | Порядок исключения дизайнеров | Порядок исключения дизайнеров | Порядок исключения дизайнеров | Порядок исключения дизайнеров | Порядок исключения дизайнеров | Порядок исключения дизайнеров | Порядок исключения дизайнеров | Порядок исключения дизайнеров | Порядок исключения дизайнеров | Порядок исключения дизайнеров | Названия эпизодов                                 |
| Дизайнеры              | 1                             | 2                             | 3                             | 4                             | 5                             | 6                             | 7                             | 8                             | 9                             | 10                            | 11                            | 12                            | 13                            | Названия эпизодов                                 |
| ---------------------- | ----------------------------- | ----------------------------- | ----------------------------- | ----------------------------- | ----------------------------- | ----------------------------- | ----------------------------- | ----------------------------- | ----------------------------- | ----------------------------- | ----------------------------- | ----------------------------- | ----------------------------- | ------------------------------------------------- |
| Мишель Лесняк Франклин | IN                            | IN                            | HIGH                          | IN                            | WIN                           | LOW                           | HIGH                          | HIGH                          | HIGH                          | WIN                           | LOW                           | LOW                           | WINNER                        | 13 — Весь Мир — Подиум                            |
| Дмитрий Шолохов        | WIN                           | IN                            | IN                            | HIGH                          | HIGH                          | IN                            | IN                            | IN                            | LOW                           | LOW                           | HIGH                          | LOW                           | RUNNER-UP                     | 13 — Весь Мир — Подиум                            |
| Ирина Шабаева          | HIGH                          | LOW                           | WIN                           | HIGH                          | IN                            | HIGH                          | LOW                           | HIGH                          | LOW                           | HIGH                          | WIN                           | HIGH                          | 3RD PLACE                     | 13 — Весь Мир — Подиум                            |
| Эван Бидделл           | HIGH                          | IN                            | IN                            | IN                            | IN                            | HIGH                          | IN                            | WIN                           | IN                            | LOW                           | HIGH                          | WIN                           | 4TH PLACE                     | 13 — Весь Мир — Подиум                            |
| Энтони Райан Олд       | LOW                           | WIN                           | IN                            | IN                            | HIGH                          | IN                            | WIN                           | IN                            | HIGH                          | LOW                           | OUT                           |                               |                               | 11 — Нина Говорит, Не Плачь Из-За Пролитого Шелка |
| Кристина Экси          | IN                            | LOW                           | IN                            | WIN                           | IN                            | IN                            | HIGH                          | LOW                           | WIN                           | OUT                           |                               |                               |                               | 10 — Быстрое Изменение Климата                    |
| Шон Патрик Келли       |                               | HIGH                          | LOW                           | IN                            | LOW                           | WIN                           | LOW                           | LOW                           | OUT                           |                               |                               |                               |                               | 9 — Всё Включено                                  |
| Синтия Хаяси           | LOW                           | IN                            | IN                            | LOW                           | IN                            | IN                            | IN                            | OUT                           |                               |                               |                               |                               |                               | 8 — Гроши С Небес                                 |
| Джанго Стинбаккер      | IN                            | IN                            | IN                            | LOW                           | LOW                           | LOW                           | OUT                           |                               |                               |                               |                               |                               |                               | 7 — Чистое Воображение                            |
| Аня Аюнг-Чи            | LOW                           | IN                            | IN                            | IN                            | IN                            | OUT                           |                               |                               |                               |                               |                               |                               |                               | 6 — Педаль К Медали                               |
| Джули Грбак            |                               | IN                            | LOW                           | IN                            | OUT                           |                               |                               |                               |                               |                               |                               |                               |                               | 5 — На Охоте                                      |
| Джаспер Гарвида        | IN                            | IN                            | HIGH                          | OUT                           |                               |                               |                               |                               |                               |                               |                               |                               |                               | 4 — О Моде На Корсеты                             |
| Сет Аарон Хендерсон    | IN                            | HIGH                          | OUT                           |                               |                               |                               |                               |                               |                               |                               |                               |                               |                               | 3 — Пристегнись!                                  |
| Санни Фонг             | IN                            | OUT                           |                               |                               |                               |                               |                               |                               |                               |                               |                               |                               |                               | 2 — Лучший В Своём Классе                         |

     Зелёный цвет и Победитель — дизайнер победил в Проекте Подиум Все Звёзды.
     Голубой цвет и WIN — дизайнер победил в состязании.
     Бирюзовый цвет и HIGH — дизайнер занял второе место в состязании.
     Светло-голубой цвет и HIGH — дизайнер набрал высокие баллы в состязании, но не выиграл.
     Розовый цвет и LOW — дизайнер показал плохой результат в состязании, но не был исключён.
     Оранжевый цвет и LOW — дизайнер был в двойке худших, но не был исключён.
     Красный цвет и OUT — дизайнер выбыл из состязания, как показавший худший результат.